# Zintuigengedicht
Een zintuigengedicht is een gedicht waar men deze vragen moet beantwoorden:
1. als je het kon zien, hoe zou het er dan uitzien?
2. als je het kon ruiken, hoe zou het dan ruiken?
3. als je het kon proeven, hoe zou het dan smaken?
4. als je het kon aanraken, hoe zou het dan voelen?
5. als je het kon horen, hoe zou het dan klinken?

Men schrijft vervolgens, met behulp van vijf woorden, bij elk zintuig een dichtregel. Tot slot schrijft men de slotregel aan de hand van volgende vraag: als je het onderwerp van je gedicht toevallig tegenkomt, wat zou het dan doen.